# Werther (Turingia)
Werther è un comune di 3 086 abitanti sito nella valle del fiume Helme in Turingia (Germania).
Appartiene al circondario (Landkreis) di Nordhausen (targa NDH) ed è indipendente delle comunità amministrative (Verwaltungsgemeinschaft). Il suo territorio confina a sud est con il Goldene Aue.